# 모로코의 코로나19 범유행
다음은 모로코의 코로나19 범유행 현황에 대한 설명이다.
카사블랑카에서 COVID-19 첫 사례가 확인된 2020년 3월 2일, 2019~20년 코로나바이러스 대유행이 모로코로 확산된 것으로 확인됐다. 그것은 2020년 2월 27일 이탈리아에서 온 모로코 해외 주재원과 관련이 있다.
이탈리아 볼로냐에서 2020년 2월 25일 모로코로 돌아온 89세의 모로코 여성 역시 이날 오후 두 번째 사례가 확인됐다.
2020년 3월 30일 현재 확진환자는 556명에 달했고, 복구건수는 15건에 달해 총 33명이 사망했다.

## 배경
세계보건기구(WHO)는 12일 2019년 12월 31일 처음 WHO의 주목을 받았던 중화인민공화국 후베이성 우한시의 한 집단에서 신종 코로나바이러스가 호흡기 질환의 원인임을 확인했다. 이 군단은 처음에 우한화난수산물도매시장과 연결되어 있었다. 그러나 실험실 확정 결과가 나온 그 첫 사례들 중 일부는 시장과 연관성이 없었고, 전염병의 근원은 알려져 있지 않다.
2003년 사스와 달리 COVID-19의 경우 치명률은 훨씬 낮았지만, 총 사망자 수가 상당할 정도로 감염 경로는 훨씬 더 컸다. COVID-19는 전형적으로 약 7일 정도의 독감과 유사한 증상을 보이며, 그 후 일부 사람들은 병원에 입원해야 하는 바이러스성 폐렴의 증상으로 발전한다. 3월 19일부터 COVID-19는 더 이상 "높은 결과 감염병"으로 분류되지 않았다.

## 같이 보기
- 아프리카의 코로나19 범유행
- 나라별 코로나19 범유행